# Liste der Biografien/Martins
Liste der Biografien |
Portal Biografien |
Personensuche
# |
A |
B |
C |
D |
E |
F |
G |
H |
I |
J |
K |
L |
M |
N |
O |
P |
Q |
R |
S |
T |
U |
V |
W |
X |
Y |
Z |
?
 
Ma |
Mb |
Mc |
Md |
Me |
Mf |
Mg |
Mh |
Mi |
Mj |
Mk |
Ml |
Mm |
Mn |
Mo |
Mp |
Mq |
Mr |
Ms |
Mt |
Mu |
Mv |
Mw |
Mx |
My |
Mz
 
Maa |
Mab |
Mac |
Mad |
Mae |
Maf |
Mag |
Mah |
Mai |
Maj |
Mak |
Mal |
Mam |
Man |
Mao |
Map |
Maq |
Mar |
Mas |
Mat |
Mau |
Mav |
Maw |
Max |
May |
Maz
 
Mara |
Marb |
Marc |
Mard |
Mare |
Marf |
Marg |
Marh |
Mari |
Marj |
Mark |
Marl |
Marm |
Marn |
Maro |
Marp |
Marq |
Marr |
Mars |
Mart |
Maru |
Marv |
Marw |
Marx |
Mary |
Marz
 
Marta |
Marte |
Marth |
Marti |
Martj |
Martl |
Martm |
Martn |
Marto |
Martr |
Marts |
Martt |
Martu |
Martw |
Marty |
Martz
 
Martia |
Martic |
Martie |
Martig |
Martik |
Martil |
Martim |
Martin |
Martir |
Martis |
Martit |
Martiu |
Martiv
 
Martin, A |
Martin, B |
Martin, C |
Martin, D |
Martin, E |
Martin, F |
Martin, G |
Martin, H |
Martin, I |
Martin, J |
Martin, K |
Martin, L |
Martin, M |
Martin, N |
Martin, O |
Martin, P |
Martin, Q |
Martin, R |
Martin, S |
Martin, T |
Martin, U |
Martin, V |
Martin, W |
Martin, Z |
Martina |
Martinb |
Martinc |
Martind |
Martine |
Marting |
Martinh |
Martini |
Martinj |
Martink |
Martino |
Martinp |
Martins |
Martinu |
Martiny |
Martinz
Die Liste der Biografien führt alle Personen auf, die in der deutschsprachigen Wikipedia einen Artikel haben. Dieses ist eine Teilliste mit 139 Einträgen von Personen, deren Namen mit den Buchstaben „Martins“ beginnt.

## Martins
- Martins Cahú, Joayrton (* 1922), brasilianischer Diplomat
- Martins Camargo, Leda Lúcia (* 1946), brasilianische Diplomatin
- Martins das Chagas, Andrezza (* 1977), georgische Beachvolleyballspielerin brasilianischer Herkunft
- Martíns de Almeida, Vera Pedrosa (1936–2021), brasilianische Diplomatin
- Martins de Carvalho, Hélder (* 1977), angolanischer Fußballschiedsrichter
- Martins de Moraes, Hélder (* 1937), brasilianischer Diplomat und Journalist
- Martins de Oliveira, César (1956–2024), brasilianischer Fußballspieler
- Martins Fernandes Pedreira, José Augusto (1935–2020), portugiesischer Geistlicher, römisch-katholischer Bischof von Viana do Castelo
- Martins Indi, Bruno (* 1992), niederländischer FußballspielerBruno Martins Indi (* 1992)

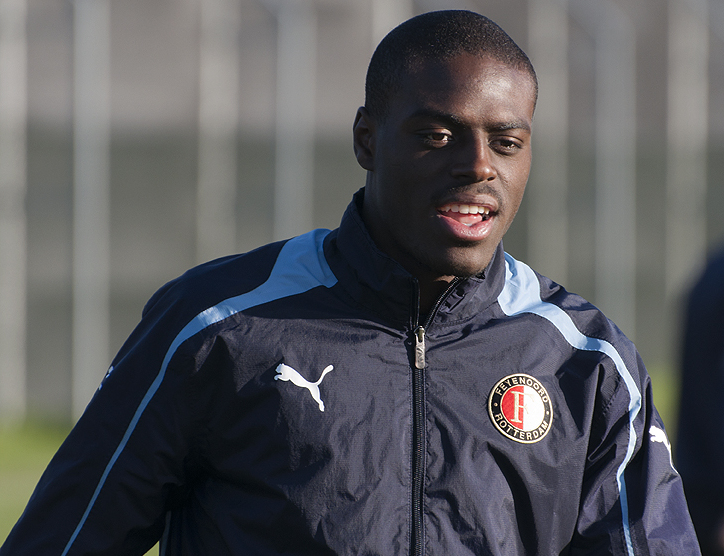
Bruno Martins Indi (* 1992)

- Martins Júnior, António Bento (1881–1963), portugiesischer römisch-katholischer Bischof
- Martins Júnior, Izidoro (1860–1904), brasilianischer Dichterjurist
- Martins Pereira, Camila (* 1994), brasilianische Fußballspielerin
- Martins Pereira, Christopher (* 1997), luxemburgischer Fußballspieler
- Martins Rezende, Romeu (* 1998), brasilianischer Fußballspieler
- Martins Terra, João Evangelista (1925–2022), brasilianischer römisch-katholischer Ordensgeistlicher, Weihbischof in Brasília
- Martins, Adolfo (* 1970), osttimoresischer Politiker
- Martins, Adriano Ferreira (* 1982), brasilianischer Fußballspieler
- Martins, Alberto (* 1945), portugiesischer Politiker (PS), Abgeordneter und Minister
- Martins, Alfred Adewale (* 1959), nigerianischer Geistlicher, Erzbischof von Lagos
- Martins, Alfredo Cardoso de Soveral (1869–1938), portugiesischer Gouverneur von Portugiesisch-Timor
- Martins, André (* 1987), portugiesischer Fußballspieler
- Martins, André (* 1990), portugiesischer Fußballspieler
- Martins, Antonio, brasilianischer Fußballspieler
- Martins, Benjamin (* 1985), deutscher Schauspieler
- Martins, Björn (* 1983), deutscher Sänger, Songwriter und GitarristBjörn Martins (* 1983)

Björn Martins (* 1983)

- Martins, Carlito, osttimoresischer Beamter
- Martins, Carlos (* 1982), portugiesischer Fußballspieler
- Martins, Caroline (* 1992), brasilianische Handballspielerin
- Martins, Catarina (* 1973), portugiesische Schauspielerin und Politikerin
- Martins, Charles (1806–1889), französischer Botaniker und Naturforscher
- Martins, Corentin (* 1969), französischer Fußballspieler
- Martins, Daniel Hugo (1927–2016), uruguayischer Politiker
- Martins, Edgar Sequeira (* 1969), osttimoresischer Beamter
- Martins, Edoson Silva (* 1974), brasilianischer Fußballspieler
- Martins, Eliane (* 1986), brasilianische Weitspringerin
- Martins, Élvio Rodrigues, brasilianischer Geograph
- Martins, Fernanda (* 1988), brasilianische Diskuswerferin
- Martins, Fernando Lucas (* 1992), brasilianischer Fußballspieler
- Martins, Francisco Gentil (1927–1988), portugiesischer Mediziner
- Martins, Francisco Miguel (* 1966), osttimoresischer Hochschullehrer
- Martins, Gabriele (* 1962), deutsche Langstreckenläuferin
- Martins, Gelson (* 1995), portugiesischer FußballspielerGelson Martins (* 1995)

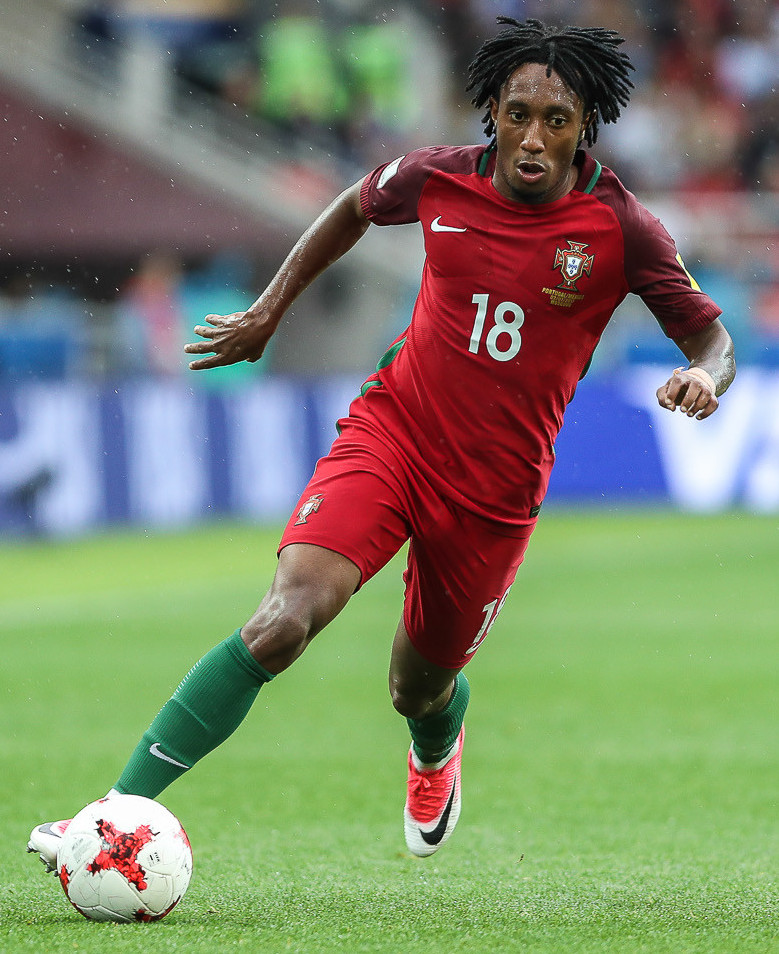
Gelson Martins (* 1995)

- Martins, Geraldo, guinea-bissauischer Politiker
- Martins, Graciela (* 1987), bissauische Sprinterin
- Martins, Hans Otto Philipp (1777–1861), preußischer Bergbeamter
- Martins, Heinrich (1829–1903), deutscher Kommunalpolitiker
- Martins, Helvécio (1930–2005), brasilianischer Mormone
- Martins, Hermenegildo († 1975), osttimoresischer Politiker
- Martins, Jeannette (* 1967), deutsche Politikerin (Bündnis 90/Die Grünen), MdA
- Martins, Jennifer (* 1989), kanadische Ruderin
- Martins, João Soares (* 1968), osttimoresischer Mediziner, Hochschullehrer und Politiker (PD)
- Martins, Joaquim Gusmão, osttimoresischer Politiker
- Martins, Joel Antônio (1931–2003), brasilianischer Fußballspieler
- Martins, Jorge (* 1954), portugiesischer Fußballspieler
- Martins, José (1917–2011), portugiesischer Radrennfahrer
- Martins, José (* 1925), osttimoresischer Politiker
- Martins, José (1941–2022), portugiesischer Jesuit
- Martins, José Marcos Costa (* 1999), brasilianischer Fußballspieler
- Martins, José Saraiva (* 1932), portugiesischer Ordensgeistlicher, emeritierter Kurienkardinal der römisch-katholischen KircheJosé Saraiva Martins (* 1932)

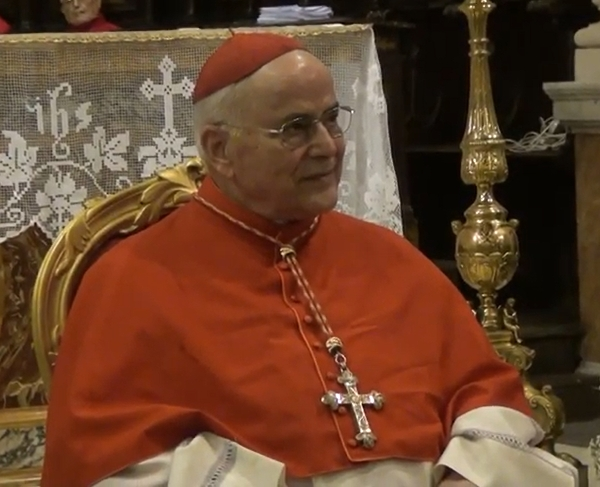
José Saraiva Martins (* 1932)

- Martins, José Tomás de Sousa (1843–1897), portugiesischer Arzt und Hochschullehrer für Medizin
- Martins, Juvêncio, osttimoresischer Diplomat
- Martins, Leoneto, osttimoresisch-indonesischer Verwaltungsbeamter
- Martins, Lídia Norberta dos Santos (* 1980), osttimoresische Politikerin
- Martins, Lizuarte (* 1978), portugiesischer Radrennfahrer
- Martins, Lorraine (* 2000), brasilianische Sprinterin
- Martins, Luciana (* 1963), brasilianische Literaturwissenschaftlerin
- Martins, Luciano (* 1963), brasilianischer Fußballspieler
- Martins, Maickol (* 1993), uruguayischer Fußballspieler
- Martins, Manuel da Silva (1927–2017), portugiesischer Geistlicher, römisch-katholischer Bischof von Setúbal
- Martins, Márcio Roberto Costa (* 1959), brasilianischer Herpetologe, Ökologe und Naturschützer
- Martins, Marco (* 1972), portugiesischer Filmregisseur
- Martins, Marcus Soares (* 1978), osttimoresischer Politiker
- Martins, Maria (1894–1973), brasilianische, surrealistische Bildhauerin und Kupferstecherin
- Martins, Maria (* 1999), portugiesische Radsportlerin
- Martins, Maria Genoveva da Costa (* 1956), osttimoresische Politikerin
- Martins, Marvin (* 1995), luxemburgischer Fußballspieler
- Martins, Miguel (* 1997), portugiesischer Handball- und Beachhandballspieler
- Martins, Natércia (* 1980), osttimoresische Polizistin
- Martins, Nélia (* 1998), osttimoresische Mittelstreckenläuferin und Olympiateilnehmerin
- Martins, Nélson (* 1970), osttimoresischer Mediziner und Politiker
- Martins, Nominando Soares (* 1962), osttimoresischer Politiker
- Martins, Nuno Brás da Silva (* 1963), portugiesischer Geistlicher, römisch-katholischer Bischof von Funchal
- Martins, Obafemi (* 1984), nigerianischer FußballspielerObafemi Martins (* 1984)

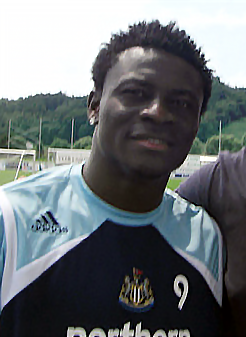
Obafemi Martins (* 1984)

- Martins, Ovídio (1928–1999), kap-verdischer Poet
- Martins, Paul-Friedrich (1928–2015), deutscher evangelischer Geistlicher
- Martins, Paulo de Fátima (* 1950), osttimoresischer Polizist und Politiker
- Martins, Pedro (* 1990), portugiesischer Badmintonspieler
- Martins, Pedro (* 1993), brasilianischer Jazzmusiker (Gitarrist) und Komponist
- Martins, Peter (* 1946), dänischer Balletttänzer und Choreograph
- Martins, Ramiro (* 1941), portugiesischer Radrennfahrer
- Martins, Renan (1997–2017), brasilianischer Fußballspieler
- Martins, Ricardo (* 1982), portugiesischer Radrennfahrer
- Martins, Rodrigo Cesar (* 1978), brasilianischer Fußballspieler
- Martins, Rosena Fátima de Oliveira (* 1975), osttimoresische Hochschullehrerin und Politikerin
- Martins, Rubia Fátima (* 2000), osttimoresische Leichtathletin
- Martins, Sara (* 1977), französische SchauspielerinSara Martins (* 1977)

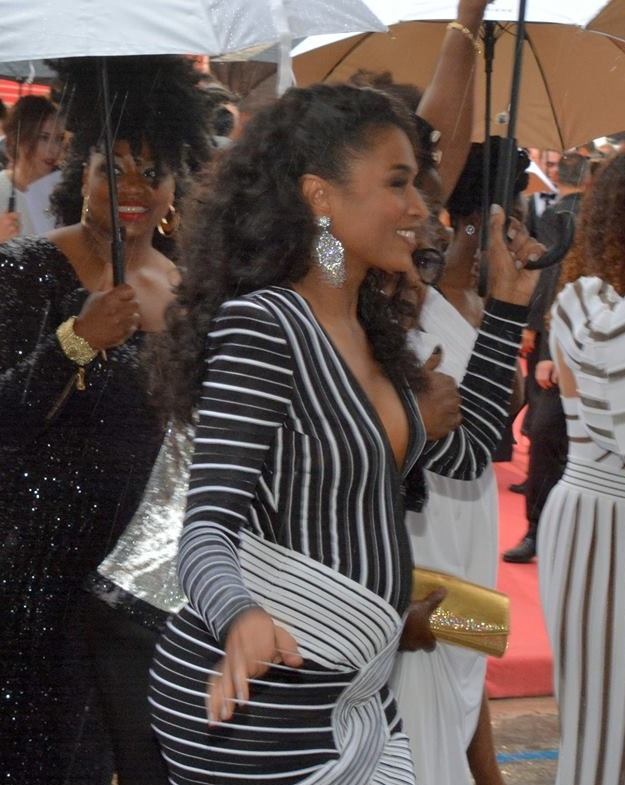
Sara Martins (* 1977)

- Martins, Sidmar Antônio (* 1962), brasilianischer Fußballspieler
- Martins, Steve (* 1972), kanadischer Eishockeyspieler
- Martins, Thiago (* 1995), brasilianischer Fußballspieler
- Martins, Tiago (* 1980), portugiesischer Fußballschiedsrichter
- Martins, Tiago Luís (* 1989), brasilianischer Fußballspieler
- Martins, Toby (* 1953), deutschsprachiger Autor
- Martins, Valdiléia (* 1989), brasilianische Hochspringerin
- Martins, Victor (* 2001), französischer Automobilrennfahrer
- Martins, Vitor (* 1991), brasilianischer Schriftsteller
- Martins, Wilson (1921–2010), brasilianischer Literaturwissenschaftler
- Martins, Zeferino Alexandre (* 1955), mosambikanischer Politiker

### Martinsc
- Martinschitz, Leo (* 1957), österreichischer Fußballspieler und Torwarttrainer
- Martinschledde, Manfred (* 1939), deutscher Fußballspieler

### Martinse
- Martinsen, Alf (1911–1988), norwegischer Fußballspieler
- Martinsen, Andreas (* 1990), norwegischer Eishockeyspieler
- Martinsen, Andreas (* 1990), dänischer Hürdenläufer
- Martinsen, Bo (* 1975), grönländischer Politiker (Demokraatit)
- Martinsen, Emilie (* 1984), dänische Springreiterin
- Martinsen, Franziska (* 1975), deutsche Politikwissenschaftlerin und Hochschullehrerin
- Martinsen, Håvard (* 1978), norwegischer Handballspieler
- Martinsen, Horst (* 1938), deutscher Fußballspieler
- Martinsen, Ivar (1920–2018), norwegischer Eisschnellläufer
- Martinsen, Knud Børge (1905–1949), dänischer Offizier, zuletzt SS-Obersturmbannführer der Waffen-SS und Kommandant des Frikorps Danmark im Zweiten Weltkrieg
- Martinsen, Kristian (* 1979), norwegischer Biathlet
- Martinsen, Marielle (* 1995), norwegische Handballspielerin
- Martinsen, Odd (* 1942), norwegischer Skilangläufer
- Martinsen, Øystein (* 1976), norwegischer Schauspieler
- Martinsen, Petter (1887–1972), norwegischer Turner
- Martinsen, Ragnvald (1906–1987), norwegischer Radrennfahrer
- Martinsen, Renate (* 1954), deutsche Politikwissenschaftlerin und Hochschullehrerin
- Martinsen, Svend (1900–1968), norwegischer Ringer
- Martinsen, Tom (1957–2019), norwegischer Opernsänger (Tenor)

### Martinso
- Martinson, Harry (1904–1978), schwedischer Schriftsteller, Literaturnobelpreisträger
- Martinson, Leslie H. (1915–2016), US-amerikanischer Film- und Fernsehregisseur
- Martinson, Moa (1890–1964), schwedische Schriftstellerin
- Martinson, Sergei Alexandrowitsch (1899–1984), sowjetischer Schauspieler
- Martinsons, Ivo (* 1981), lettischer Schauspieler

### Martinss
- Martinsson, Barbro (* 1935), schwedische Skilangläuferin
- Martinsson, Gunnar (1924–2012), schwedischer Landschaftsarchitekt
- Martinsson, Mikael (* 1966), schwedischer Fußballspieler
- Martinsson, Mikael (* 1968), schwedischer Skispringer
- Martinsson, Olle (1944–2021), schwedischer Skispringer
- Martinsson, Örjan (1936–1997), schwedischer Fußballspieler